# Oswald Bayer
Oswald Bayer (* 30. September 1939 in Nagold) ist ein deutscher evangelischer Theologe und lehrte zuletzt als Professor für Systematische Theologie an der Evangelisch-theologischen Fakultät der Eberhard Karls Universität Tübingen.

## Leben
Oswald Bayer studierte Evangelische Theologie und Philosophie in Tübingen, Bonn und Rom, wurde 1968 zum Dr. theol. promoviert und habilitierte sich 1970 über den Begriff der promissio (Verheißung) in der Theologie des jungen Luther. Promotion und Habilitation wurden unter dem Titel Promissio. Geschichte der reformatorischen Wende in Luthers Theologie veröffentlicht und gelten heute positionenübergreifend als Meilenstein der Lutherforschung des 20. Jahrhunderts.
Oswald Bayer lehrte von 1974 bis 1979 als ordentlicher Professor für Systematische Theologie an der Ruhr-Universität Bochum. 1979 wurde er an die Universität Tübingen berufen und dort Leiter des Instituts für Christliche Gesellschaftslehre. 1995 wechselte er auf den dortigen Lehrstuhl für Systematische Theologie. Seit 2005 ist Oswald Bayer Emeritus.

## Werk
Die Theologie Oswald Bayers orientiert sich an Luthers Wort- und Verheißungstheologie und will diese in kritischer Auseinandersetzung mit der Moderne profilieren. Zu diesem Zweck knüpft Bayer an die Aufklärungs- und Kantkritik Johann Georg Hamanns an, bezieht aber auch die sprachphilosophischen Entwicklungen des 20. Jahrhunderts mit ein (z. B. Paul Ricœur, Ludwig Wittgenstein). Er publizierte zahlreiche Interpretationen zu Luther und Hamann.
Im Zentrum der Theologie steht die Verheißung Gottes an den Menschen, auf die der Mensch im Glauben antwortet. Glaube ist daher bei Oswald Bayer immer Sprachgeschehen, Wechselrede zwischen Gott und Mensch. Das exemplarische Zentrum dieser Rede ist der christliche Gottesdienst, Ausgangs- und Zielpunkt aller Theologie. Christliche Theologie gilt somit als Auslegung dieses Sprachgeschehens zwischen dem rechtfertigenden Gott und dem gerechtfertigten Sünder. Dies ist für Bayer – in Anlehnung an Martin Luther – der Gegenstand der Theologie (das subiectum theologiae). Dieser Gegenstand der Theologie ist konstitutiv sprachlich. Es ist a) der sich gegen mich richtende Widerspruch des überführenden Gesetzes, b) der Zuspruch des Evangeliums, c) der Ansturm der erdrückend unbegreiflichen Verborgenheit Gottes. Hinzu kommt eine eher leise Gegenwart Gottes in einer Erhaltungsgnade. Theologie, die dieses Wortgeschehen auslegt, ist selber immer auch Hörerin des Gotteswortes. Diesen systematischen Grundansatz entfaltet Oswald Bayer sowohl in den Bereichen der Hermeneutik, Wissenschaftstheorie, Gesellschaftslehre und Ethik, als auch in seinen Predigten. Letztere machte Bayer als Autor der Göttinger Predigten im Internet einer breiten Öffentlichkeit auch nach seiner Emeritierung zugänglich.
Seinen worttheologischen Ansatz wendet er pointiert gegen eine Entgegenständlichung der Theologie seit 200 Jahren. Diese sieht er in einer Ethisierung (im Gefolge Kants), in einer Theoretisierung (im Gefolge Hegels) und in einer Existentialisierung (im Gefolge Schleiermachers und Bultmanns). Darüber hinaus setzte sich Bayer auch mit anderen zeitgenössischen theologischen und philosophischen Strömungen (z. B. dem Marxismus und der Theologie von Paul Tillich) ausführlich auseinander.

## Auswahlbibliographie
- Promissio. Geschichte der reformatorischen Wende in Luthers Theologie. 1971; 2. Auflage 1989.
- Was ist das – Theologie? 1973.
- Zugesagte Freiheit. Zur Grundlegung theologischer Ethik. 1980.
- Umstrittene Freiheit. Theologisch-philosophische Kontroversen. 1981.
- Aus Glauben leben. Über Rechtfertigung und Heiligung. 1984; 2. Auflage 1990.
- Schöpfung als Anrede. Zu einer Hermeneutik der Schöpfung. 1986; 2., erweiterte Auflage 1990–
- Zeitgenosse im Widerspruch. Johann Georg Hamann als radikaler Aufklärer. 1988.
- Autorität und Kritik. Zu Hermeneutik und Wissenschaftstheorie. 1991.
- Leibliches Wort. Reformation und Neuzeit im Konflikt. 1992.
- Theologie. Handbuch Systematischer Theologie 1. 1994.
- Freiheit als Antwort. Zur theologischen Ethik. 1995.
- Gott als Autor. Zu einer poietologischen Theologie. 1999.
- Vernunft ist Sprache. Hamanns Metakritik Kants. 2002.
- Zugesagte Gegenwart. 2007.
- als Hrsg. mit Benjamin Gleede: Creator est creatura. Luthers Christologie als Lehre von der Idiomenkommunikation. 2007.
- Martin Luthers Theologie. Eine Vergegenwärtigung. 4. Auflage 2016.
- Vernunft und Vertrauen. Zur Grundorientierung lutherischer Theologie. 2023.

Festschriften
- Johannes von Lüpke/Edgar Thaidingsmann (Hrsg.): Denkraum Katechismus. Festgabe für Oswald Bayer zum 70. Geburtstag. Mohr Siebeck, Tübingen 2009, ISBN 978-3-16-150086-2.
- Rainer Bausch u. a. (Hrsg.): ... der größte Gottesdienst ist die Predigt. Festgabe der Luther-Akademie für Oswald Bayer zum 80. Geburtstag. Tübingen Library Publishing, Tübingen 2019, ISBN 978-3-946552-33-8.

## Auszeichnungen
- 1998: Hermann-Sasse-Preis